# (2170) Белоруссия
(2170) Белоруссия (бел. Беларусь) — астероид Главного астероидного пояса. Открыт 16 сентября 1971 года в Крымской астрофизической обсерватории. Назван в честь Белоруссии, на то время одной из республик Советского Союза.

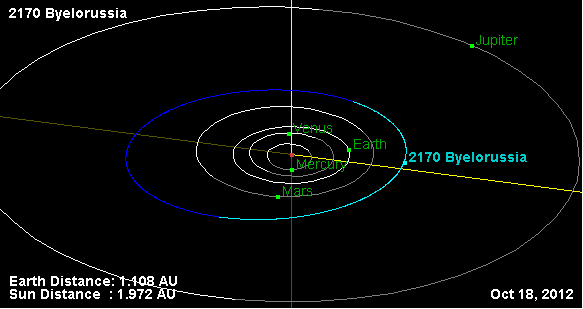
Орбита астероида Белоруссия и его положение в Солнечной системе